# Sheldon Lee Glashow
Sheldon Lee Glashow (New York, 15.prosinca 1932.), američki fizičar. Doktorirao na Harvardovu sveučilištu 1959., kamo se 1967. vratio kao profesor teorijske fizike. U 1960-ima Abdus Salam i Steven Weinberg (Glashowljev kolega sa studija) neovisno oblikuju teoriju u kojoj su elektromagnetizam i slaba nuklearna sila samo dvije pojavnosti jedinstvene, ujedinjene elektroslabe sile. Teoriju, kojoj se rana inačica mogla primijeniti samo na leptone (grupu elementarnih čestica kojoj pripada elektron sa svojim neutrinom), Glashow je proširio na hadrone (čestice građene od kvarkova). Pritom je uveo čar (engl. charm) kao novi kvark (novi kvarkovski okus), poslije potvrđen u pokusima. Za njihove komplementarne doprinose pri formuliranju elektroslabe teorije Glashow, Salam i Weinberg podijelili su Nobelovu nagradu za fiziku 1979.

### Elektroslaba teorija
Elektroslaba teorija je teorija ustanovljena pri pokušajima formulacije konzistentne teorije slabih međudjelovanja, po uzoru na kvantnu elektrodinamiku. Konstrukciju takve teorije započeli su u 1960-ima S. L. Glashow, A. Salam i S. Weinberg, temeljeći je na četirima prijenosnicima sile od kojih su dva nabijena, a dva neutralna. Eksperimentalna potvrda dodatne, neutralne slabe struje, koju ta konstrukcija predviđa, donijela je tim autorima Nobelovu nagradu za fiziku 1979. Za samu matematičku formulaciju te teorije, koja omogućuje i njezinu iscrpnu eksperimentalnu provjeru, 1999. dodijeljena je još jedna Nobelova nagrada za fiziku G. ’t Hooftu i M. Veltmanu.